# رکوردهای جغرافیایی افغانستان
این فهرست رکوردهای جغرافیایی افغانستان است.

## جهت‌های اصلی
| رکورد | مکان                                                         | تقسیمات اداری                          | هم‌مرز | مختصات                                              |
| ----- | ------------------------------------------------------------ | -------------------------------------- | --- | --------------------------------------------------- |
| شمال  | در رود پنج در مرز افغانستان-تاجیکستان                        | ولسوالی مایمی، ولایت بدخشان، افغانستان | ناحیه درواز، ولایت خودمختار کوهستانی بدخشان، تاجیکستان                                                                |                                                     |
| جنوب  | در مرز دیورند                                                | افغانستان                              | پاکستان |                                                     |
| شرق   | مرز سه‌گانه افغانستان-چین-تاجیکستان در قله پووالو-شویکووسکوگو | ولسوالی واخان، ولایت بدخشان، افغانستان | شهرستان خودمختار تاشکورگان تاجیک، ولایت کاشغر، سین‌کیانگ، چین و ناحیه مرغاب، ولایت خودمختار کوهستانی بدخشان، تاجیکستان | ۳۷°۱۴′ شمالی ۷۴°۵۳′ شرقی / ۳۷٫۲۳۳°شمالی ۷۴٫۸۸۳°شرقی |
| غرب   | در مرز افغانستان–ایران                                       | افغانستان                              | ایران |                                                     |

## بلندی
نوشاخ بلندترین نقطه در افغانستان است.
آمودریا نیز کم‌ارتفاع‌ترین نقطه در افغانستان است.